# The Claypool Lennon Delirium
The Claypool Lennon Delirium es una banda estadounidense de rock psicodélico, cuyos integrantes son Les Claypool (bajista y vocalista), mayormente conocido por ser el líder de Primus, Sean Lennon (guitarrista y vocalista), de The Ghost of a Saber Tooth Tiger, João Nogueira (tecladista y vocalista) de Stone Giant, y Paulo Baldi (baterista), de Cake.

## Historia
La banda fue ideada el 2015, en medio de una gira de Primus, The Ghost of a Saber Tooth Tiger y Dinosaur Jr. y con Claypool sabiendo que Primus entraría en receso por un año. Claypool, se mantuvo en contacto con Lennon, quien no tenía planeado ningún otro proyecto musical.
Tenían ideado grabar un disco de rock progresivo y psicodélico a la antigua. Claypool invitó a Lennon a beber vino, hablar acerca de sus ideas y tocar batería. Luego de transcurridas seis semanas, compusieron y grabaron diez canciones, en donde se hicieron cargo de las voces y varios instrumentos, más allá de los principales de ambos, bajo y guitarra respectivamente; esto acabó en la publicación de su primer disco de estudio Monolith of Phobos. El álbum debutó al tope de tres rankings de Top 10 de Billboard: Álbumes de vinilo, Álbumes alternativos y Álbumes Creadores de Tendencias.
El 22 de febrero de 2019, el dúo lanzó su segundo álbum de estudio, South of Reality. El disco fue compuesto y grabado  en dos meses, en el estudio de grabación casero de Claypool, en California y fue precedido por el tema de seis minutos y medio "Blood and Rockets". Tiempo después, iniciaron una gira breve durante la primavera del 2019, para promocionar su grabación de finales de 2018.

## Discografía

### Álbumes de estudio
- Monolith of Phobos (2016)
- South of Reality (2019)

### EPs
- Lime and Limpid Green (2017)

### Singles
- "Cricket and the Genie" (2016)
- "Blood and Rockets b/w Easily Charmed by Fools" (2018)